# Propagande durant la guerre civile syrienne
Depuis le soulèvement populaire de 2011, l'évolution de ce soulèvement en révolution, puis la transformation du conflit en guerre civile et en guerre par procuration, le conflit syrien est devenu, grâce notamment à une pléthore de vidéos tournées sur place et de photos, le conflit le plus documenté de l'histoire[précision nécessaire],,,,,. Parallèlement pourtant, les narrations de propagande ont souvent pris le pas sur les faits documentés[réf. nécessaire], tant sur le plan politique et diplomatique (la désinformation est parvenue jusqu'au siège de l'ONU) que sur l'opinion publique.
Pour Bachar el-Assad, il s'agit de minimiser voire nier le soulèvement populaire et les manifestations, pacifiques et unitaires, pour pouvoir y substituer une autre narration, affirmant qu'il s'agit de groupes minoritaires, armés, terroristes, et ainsi justifier la répression sanglante de l'armée. Le régime avance la théorie d'un complot international mené de l'étranger contre la Syrie. Les communications, via les réseaux sociaux, et l'accès de journalistes étrangers ont rapidement été très compliqués, en particulier par le régime. Les organisations et activistes syriens qui se sont organisés pour documenter les crimes de guerre ont régulièrement été accusés de mentir, de n'être pas crédibles ou partiaux, et ont parfois été victimes de machination de propagande relevant de complots et visant à légitimer les attaques contre eux, , , , ,.
Le réseau de désinformation s'est transformé et a bénéficié de davantage de moyens et de nombreux relais lorsque la Russie, qui parle ouvertement de « guerre de l'information », est intervenue dans le conflit, et par intermédiaires de relais extérieurs,,. Pour Garance Le Caisne, journaliste qui suit la situation depuis 2011, c'est un conflit en cours « où il y a déjà du révisionnisme ». Les attaques aériennes contre les populations et infrastructures civiles, documentées et qualifiées de crimes de guerre et crimes contre l'humanité par l'ONU, sont niées par les responsables russes et syriens, qui ne parlent que de « guerre contre le terrorisme ».
Les autres acteurs du conflit, et notamment l’État islamique, ont également utilisé des images et films de propagande, y compris pour attirer la sympathie, recruter des combattants ou pour terroriser l'opinion publique, notamment à l'étranger.

## Régime syrien
Pour Michel Touma, rédacteur en chef du quotidien L’Orient-Le Jour, « le pouvoir de Bachar el-Assad est passé maître dans l’art de la manipulation et de la désinformation ». Le journaliste Christophe Ayad, dans un article intitulé « La propagande et la guerre de l’information ont tenu une place essentielle dans la bataille d’Alep » écrit que « la propagande et la désinformation permanente des forces pro-Assad a désorienté les opinions publiques occidentales et paralysé leurs gouvernants ». Il ajoute : « si les guerres ont toujours mis en branle l’affrontement de deux narrations, jamais comme à Alep on n’a assisté à une telle transformation des victimes en bourreaux, des sauveteurs en terroristes, et des massacreurs en libérateurs. Autre spécificité de la bataille d’Alep : alors qu’en général, dans l’histoire de la guerre, le camp du vainqueur sur le champ de bataille impose a posteriori son récit, la propagande du camp des forces pro-régime, dans le cas d’Alep, s’est imposée avant même leur victoire sur le terrain ».
Pour la BBC, la propagande (ainsi que la violence et la force du clan), est intrinsèque au régime Assad.
Pour la journaliste syrienne Yara Bader, également militante pour la liberté d'expression, le régime a une véritable  stratégie de désinformation qui vise à semer le trouble par rapports aux faits, déstabilisant les journalistes eux-mêmes « aujourd’hui, à l’époque des télécommunications et des réseaux sociaux, les autorités utilisent la stratégie du « chaos de l’information » qui créé un brouillard épais privant les journalistes d’une vision claire, objective des évènements. ».
Marie Peltier, chercheuse et historienne, spécialiste de la propagande en Syrie explique « Assad a eu l'intelligence politique d'appuyer sur deux «boutons» sémantiques : la posture anti-impérialiste (résistance à Israël et aux États-Unis) et la posture civilisationnelle («rempart contre l’islamisme», protecteur des minorités). Dès 2011, le régime syrien a utilisé ces deux registres pour fédérer largement ».
Pour Farouk Mardam-Bey, ces différentes postures affichées d'anti-impérialisme pour la gauche, de laïcité pour la droite, a réussi à toucher l'opinion mondiale et permis le « négationnisme des massacres » commis par le régime.
Cette propagande a bénéficié du relai de différents réseaux à l'étranger dont une coalition de la droite dure américaine, d’anti-impérialistes européens et de mouvements chrétiens.

### Nier l'importance voire l'existence même du soulèvement populaire de 2011
Pour Delphine Minoui, le régime de Bachar el-Assad « s'applique à effacer toute trace de la révolution pacifique du printemps 2011 ».
À Deraa, ville où débutent les premières manifestations, un blocus est rapidement organisé, les communications et l'accès sont coupés. Dès mars 2011, Bachar El-Assad crée une cellule centrale de gestion de crise pour discuter des stratégies à mettre en œuvre afin d’écraser la contestation, recommandant les actions les plus cruelles (tortures et assassinats systématiques contre les opposants),. Le régime syrien affirme pourtant dès le mois d'avril que les appels à la liberté et la dénonciation de la corruption sont la mainmise des islamistes, bien que manifestants, opposants pacifistes et ONG le démentent,,,.
La révolution syrienne, massive, nationale, et commencée de manière pacifique, sans clivage religieux ni ethnique, n'est pas reconnue par le gouvernement,. Des thèses conspirationnistes à l'étranger reprennent ce discours et nient également l'existence de la révolution populaire, d'autres ne la nient pas totalement mais minimisent son importance.
En effet, très tôt, le gouvernement présente la fronde comme un complot sectaire, purement sunnite, et tente de discréditer le mouvement. Et cela, malgré le fait que les manifestations à Homs « capitale de la Révolution », sont menées par des icônes populaires telles que Abdel Basset Sarout, jeune footballeur de confession sunnite en duo avec Fadwa Souleimane, actrice de confession alaouite. Tous deux appellent à un mouvement pacifique et populaire pour la liberté et tentent de contrer la propagande d’État, avec le soutien de leur ami Bassel Shehadeh, jeune réalisateur de confession chrétienne.
Les activistes pacifiques de la Révolution syrienne sont souvent oubliés et abandonnés dans le récit des évènements. Ils sont également les toutes premières victimes du conflit, arrêtés et tués par le régime, car ils représentent le principal ennemi et la principale cible du régime, selon Catherine Coquio, et deviennent ensuite également les cibles d'enlèvements et assassinats de groupes armés jihadistes. Leur voix ne se fait plus beaucoup entendre après que le combat pour la liberté se transforme en conflit armé, ou elle n'est pas relayée. Pour le diplomate Wladimir Glasman, le recours aux armes est une tentation de certains syriens, « uniquement avides de liberté et de dignité mais trop longtemps exposés dans l’indifférence internationale aux balles des militaires, aux tortures des moukhabarat et aux exactions des chabbiha »,.
Waad al-Kateab, réalisatrice syrienne, affirme : « Dès la première minute de la révolution, le régime nous a accusés d'être des terroristes, et ils ont continué leurs mensonges jusqu'à ce que des gens les croient ». À propos de son film documentaire Pour Sama, tourné à Alep, elle déclare : « Ce que ce film (...) [fait] c'est concurrencer ce narratif du régime et de la Russie. Je veux permettre aux spectateurs d'aller à Alep, de vivre ce qu'on a vécu, de comprendre ce pour quoi nous avons risqué nos vies ».

### Théorie du «complot étranger»
Le Centre syrien pour la justice et la responsabilisation (SJAC) a réuni des documents officiels classifiés ayant été abandonnés par les services de renseignement et l’armée syrienne pendant le conflit. L'analyse de ces documents a servi de base au rapport « Les murs ont des oreilles » qui conclut notamment à une surveillance des dissidents et mise sur écoute très large, mais également que des consignes étaient données pour « éduquer le public et les agents du renseignement » à propos d'un « complot international contre la Syrie ».
Selon Nicolas Hénin, Bouthaina Chaabane, chargée de la communication du régime, essaye de distiller l'idée d'un complot contre la laïcité dans le monde arabe.
Des e-mails entre Fawas Akhras, père d'Asma el-Assad et son gendre, Bachar el-Assad, interceptés par un groupe d'opposition syrienne révèlent que très tôt, l'idée de nier les crimes commis par le régime, tels que la répression et la torture, malgré les images qui sont diffusées, va de pair avec le fait d'accuser d'autres gouvernements de faire circuler ces images de violence et de corps torturés.
D'autres thèses, parfois conspirationnistes, ont été évoquées comme raisons au conflit, tel le projet d'un gazoduc et d'intérêts étrangers liés à ce projet, reprise notamment par Jean-Luc Mélenchon. Pour l'observatoire du conspirationnisme Conspiracy Watch, « Cette thèse en dit plus sur les carences cognitives de ses défenseurs que sur la réalité des faits. ». Les décodeurs indiquent qu'aucun gazoduc ne passait par la Syrie, qu'il ne s'agissait que de projets, et que le projet de gazoduc du Qatar comportait une autre option : un deuxième tracé ne passant pas par la Syrie mais par l'Irak. Ils rappellent également « que l’ampleur sans précédent de la contestation et du nombre de victimes en Syrie depuis six ans – 465 000 morts et disparus – ne peut pas s’expliquer par une tentative de déstabilisation », et rappellent l'origine des contestations : « L’étincelle, c’est l’arrestation et la torture des jeunes qui avaient écrit sur un mur, fin février 2011, dans la foulée de la chute de l’Egyptien Hosni Moubarak, le slogan potache « Ton tour arrive, docteur » – Bachar Al-Assad est ophtalmologiste de formation. Dès lors, les manifestations pacifiques démarrent dans tout le pays sur le terreau de trente ans de dictature d’Hafez Al-Assad, puis onze de son fils Bachar. Ces manifestations se transformeront en guerre civile à l’automne 2011, avec au fur et à mesure l’intrusion des islamistes sur le champ de bataille, qui profitent de la situation ».
Un autre exemple de théorie du complot est diffusé sur les réseaux sociaux, indiquant que la Syrie serait l'un des rares pays (les autres pays cités étant au centre de conflits ou tensions avec l'occident ou les États-Unis) à n'avoir pas de « banque centrale Rothschild », théorie démentie par CheckNews.
L'historienne Marie Peltier et le journaliste Antoine Hasday font le rapprochement entre l'argumentaire du discours de propagande conspirationniste à propos de la Syrie et le négationnisme de l’Holocauste. « Premièrement, les postulats priment sur la réalité des faits. Dans le cas de la Syrie, ils sont les suivants : il n’y a pas de révolution syrienne mais un complot fomenté depuis l’étranger, les rebelles sont tous des extrémistes, le régime syrien est un rempart laïque contre les islamistes et le protecteur des minorités, le régime syrien n’a pas commis d’attaques chimiques, les pires atrocités n’ont pas été perpétrées par le régime syrien mais par les rebelles, le régime syrien et ses alliés n’ont pas commis de crimes de guerre (ou alors involontairement). Bien sûr, des concessions peuvent être faites : il y a eu une révolution mais elle n'a pas duré, le régime Assad est brutal mais c'est la guerre... Ce discours tourné vers l’extérieur réécrit donc l’histoire dans un but politique : défendre le régime syrien et/ou s’opposer à toute action internationale contre celui-ci. »

#### Médias syriens
Dès les prémices de la révolte, le régime se place en victime d'une conspiration organisée de l'étranger par les « ennemis de la Syrie » parmi lesquels le Qatar, les États-Unis et Israël arriveraient en tête. De nombreux médias syriens diffusent alors la rhétorique du gouvernement, comme Al-Dounia, une chaîne de télévision privée syrienne, financée par des hommes d'affaires proches du régime de Bachar el-Assad, dont Rami Makhlouf, responsable d'Al-Dounia et cousin de Bachar el-Assad. Elle a été créée en 2007, dans un contexte de « libéralisation » de l'information en Syrie, « une manœuvre en trompe-l'œil, prétexte à l'enrichissement d'une coterie d'obligés » d'après le journaliste Benjamin Barthe. Adoptant une allure moderne et dotée de riches moyens par rapport aux médias d'État, elle se veut « la voix des gens et l’image de la vie » et adopte avec beaucoup d'efficacité le rôle de diffuseur de la propagande du pouvoir en place à Damas. Aussi, selon Benjamin Barthe, « les programmes d'Al-Dounia flattent la nostalgie d'une Syrie de carte postale, avec son islam traditionnel, ses rites chrétiens immuables, son identité arabe enracinée ».
Ainsi, d'après Libération, Al-Dounia, « en interrogeant des citoyens syriens ordinaires dans les rues ou des comédiens et sportifs populaires en studio, la chaîne fait dire à ses invités combien ils sont satisfaits des autorités qui luttent officiellement contre des « groupes terroristes venus de l’étranger » ». Selon la journaliste Hala Kodmani, envoyée spéciale dans la capitale syrienne, Al-Dounia TV s'attèle à  « mettre en scène l’ignorance et la confusion des citoyens ».
Selon Yaha Bader, journaliste syrienne et défenseure de la liberté d'expression, les autorités syriennes « utilisent la stratégie du « chaos de l’information » qui crée un brouillard épais privant les journalistes d’une vision claire, objective des évènements ».
Pour les besoins de sa propagande, le régime adapte et alimente la théorie d'un « complot » à l'encontre de la Syrie ; et, comme pour justifier la répression, les responsables de la « grande conspiration » à l'encontre du pays se sont « multipliés et diversifiés ». « Il faudrait qu’ils se décident sur qui est responsable », ironise Omar, un jeune diplômé au chômage attentif à la couverture des événements, cité par le journal Libération ; il explique que les médias syriens « ont commencé par accuser les exilés Abdel Halim Khaddam et Rifaat al-Assad [respectivement ancien vice-président et oncle de Bachar al-Assad, ndlr], puis Saad Hariri [leader sunnite libanais, fils de l’ex-Premier ministre Rafiq Hariri, assassiné en février 2005, ndlr], soutenu par les Saoudiens. Puis ce fut au tour des salafistes venus d’Irak, mais aussi bien sûr des Israéliens et des Américains opposés à la politique nationaliste de la Syrie. Que d’ennemis nous avons ! » conclut-il.
Comme preuves du « complot », des saisies d'armes sont diffusées sur les chaînes de télévision, ainsi que les aveux de « terroristes ». Les aveux forcés, sous la contrainte, la torture ou la menace, ainsi que le recours aux témoignages falsifiés, sont régulièrement employés par le régime : on exige par exemple de militants pacifistes qu'ils disent, devant les caméras des médias du régime, que les manifestations sont truquées et qu'ils regrettent leurs actions. Aussi, d'après la propagande du pouvoir ceux qui tirent sur les manifestants seraient des « hommes armés venus de l’étranger ». Des victimes de répression gouvernementale sont présentées comme des innocents tués par des terroristes à la télévision. En même temps, les médias syriens dédient la majorité de leurs programmes au démenti des différents témoignages et vidéos transmis par les chaines arabes, comme Al Jazeera, mais aussi par France 24 et la BBC. Une vidéo montrant par exemple des opposants à el-Assad piétinés par les forces de sécurité est de cette façon désavouée, les médias syriens accusant des « peshmergas en Irak » d'en être responsables.
De même, sur Al-Dounia, les manifestants et membres de l'Armée syrienne libre sont insultés de « bâtards » et « clochards », ils sont désignés comme étant sous les ordres des monarchies du Golfe et d'Israël. Sur la chaîne, des « pseudo-analystes appointés par le régime se succèdent dans ses studios », l'un d'eux, Taleb Ibrahim, a même « hissé au rang de « devoir patriotique » le fait de « tuer » les insurgés ». Dans le cadre des sanctions de Bruxelles visant le régime baasiste, la chaîne n'est plus disponible dans les bouquets satellites européens.
Les opposants sont présentés de manière différentes via la propagande du régime, que ce que les journalistes vivent sur place, selon Edith Bouvier.
Dans le même temps, le régime veut au contraire montrer que Bachar el-Assad est populaire en Syrie, et organise des manifestations pro-régime à travers la pays, où de nombreuses personnes se rendent sous la menace ou par obligation, dont les fonctionnaires et étudiants. Mariam Hayed témoigne : « les portes de la cité universitaire étaient alors verrouillées et on nous rassemblait. La présidente de notre résidence venait avec des filles armées de bâtons. Elles frappaient aux portes de nos chambres. Si nous refusions d'obtempérer, elles menaçaient de nous renvoyer de l'université et de sanctionner celles qui se cacheraient ».
D'après Bouthaina Shaaban, conseillère du président syrien, « seuls les médias syriens peuvent rapporter ce qui se passe réellement dans le pays » ; dans cette volonté, toute entrée sur le territoire syrien de journalistes et témoins étrangers est alors prohibée par le régime.

### Bannissement et ciblage de journalistes
Selon le Comité pour la protection des journalistes, 134 journalistes sont tués en Syrie entre 2011 et 2019, dont 22 assassinés. Reporters sans frontières affirme que c'est le pays le plus dangereux et le plus meurtrier pour la profession, et dénonce, dans une pétition, que « depuis le début du soulèvement populaire syrien mi-mars 2011, une répression extrêmement violente s’est abattue en Syrie contre les manifestants demandant des réformes démocratiques. Une véritable chasse aux citoyens-journalistes et professionnels de l’information a été lancée. Systématique et redoutable. Bachar Al-Assad, prédateur de la liberté de la presse, impose un black-out total de l’information. Tués par balle, abattus par des tireurs embusqués, emprisonnés, blessés par l’explosion d’obus, victimes de tirs de chars, de bombardements aériens, d’assassinats ciblés… les journalistes, citoyens-journalistes, blogueurs et net-citoyens, témoins qui dénoncent la barbarie du régime, sont une des cibles de la répression. À ce jour, une trentaine d’entre eux croupissent dans les geôles syriennes, victimes de tortures. Une quarantaine ont payé de leur vie leur combat pour que l’information circule. Gilles Jacquier, Rémi Ochlik, Marie Colvin, Bassel Shehadeh, Salim Qabbani, Suhaib Dib, Ahmed Hamada, Ali Chaabane et tant d’autres de leurs confrères : la liste des victimes s’allonge chaque jour. »
Le Centre syrien pour les médias et la liberté d'expression, établi en 2004 par Mazen Darwish et qui opère en secret, est l'objet d'une descente par des hommes qui appartiendraient au service de renseignement de l'armée de l'air syrienne. Quinze autres journalistes et militants pour la liberté d'expression sont arrêtés le même jour, dont la blogueuse Razan Ghazzawi et l'épouse de Mazen Darwish, la journaliste Yara Bader. Celle-ci, Razan Ghazzzawi, Hanadi Zahlout, Sanaa Zitani, Mayadah al-Khalil, Joan Farso, Ayham Ghazzoul, et Bassam al-Ahmad sont libérés en mai et doivent comparaître le 29 mai pour « possession de publications interdites ». Cependant, Mazen Darwish, le blogueur Hussein Ghrer et 3 autres membres du Centre syrien pour les médias et la liberté d'expression sont victimes de disparitions forcées et ne seront libérés qu'en 2015, sous la pression de nombreuses associations de défense des droits et de la diplomatie, le gouvernement syrien évoque une amnistie , ,,,,.
Dès le début du soulèvement populaire au printemps 2011, des journalistes et journalistes-citoyens syriens sont arrêtés par les services de sécurité, certains sont victimes de disparition forcée, emprisonnés et généralement torturés, avant d'être parfois relâchés, comme Rami Jarrah ou Karam al-Masri, d'autres sont assassinés par les services de renseignements, chez eux comme Mosaab al-Obdaallah, ou tués sous la torture, comme Ferzat Jarban,,, et d'autres encore sont abattus par les forces chargées de la répression des manifestants, comme Basil al-Sayed. Les journalistes et militants des droits humains qui documentent les manifestations et les exactions sont fichés par les services de renseignement, régulièrement convoqués et interrogés, leurs proches sont régulièrement interrogés, et beaucoup doivent se cacher, vivre dans la clandestinité, passer dans des zones rebelles ou fuir le pays,.

#### Refus de visas
Dès 2011, les journalistes étrangers sont largement interdits d'entrée sur le territoire syrien par le régime,,,,. Selon Slate, l'attitude du régime syrien vis-à-vis des journalistes étrangers a changé au fil du temps. Tout d'abord, le régime est hostile à leur venue, les manifestations pacifiques avec femmes et enfants ne correspondant pas au narratif gouvernemental sur le terrorisme menaçant la sureté de l'état. Sofia Amara évoque un « blocus médiatique ». Elle entre en Syrie sous une fausse identité, car elle est fichée par les services de renseignements, et cache son métier et son matériel de journalisme. Puis, selon Slate, tout bascule pendant l'été 2013, après que l'État islamique a pris des journalistes occidentaux en otage. Les rédactions n'envoient alors des journalistes que dans les zones contrôlées par le régime. Ce dernier attribue les visas « au compte-goutte » suivant une logique politique. Lorsque les américains se mettent à effectuer des bombardements en Syrie en 2014, tout visa est refusé aux journalistes américains. Inversement, lorsque la France subit des attentats en 2015, le régime autorise les journalistes français à venir en Syrie, espérant leur montrer qu'il lutte contre l'État islamique. Selon Slate l'obtention d'un visa « dépend de la personnalité du journaliste, de son expérience du terrain syrien, de son wasta, ses contacts à Damas… et de ses positions vis-à-vis du régime syrien ». D'après L'Orient-Le Jour, le régime trie sur le volet les journalistes qui seront susceptibles de « faire le job demandé ». Selon Newsweek, les journalistes qui parviennent à obtenir un visa se voient assigner des agents de surveillances gouvernementaux et travaillent en sachant qu'ils ne pourront pas revenir en Syrie s'ils écrivent quelque chose de négatif. Edith Bouvier regrette de ne pouvoir se rendre du côté du régime : « [aller] sur le terrain des deux côtés, c’est formidable, j'adorerais pouvoir le faire ».
Dès 2011, obtenir un visa pour couvrir le conflit en Syrie est très compliqué pour les journalistes étrangers, voire impossible, excepté pour les voyages de presse organisés et encadrés par le régime,,,; selon Le Monde « la quasi-totalité de la presse internationale se voit refuser des visas ». Selon le reporter de guerre Patrick Chauvel, « les autorités syriennes ne veulent pas que des images sortent du pays, alors ils n'hésitent pas à arrêter les journalistes, à les torturer, voire à les exécuter ». Selon l'AFP, en 2012, « un avenir sombre attend a priori tout journaliste infiltré arrêté par des forces loyalistes qui torturent, mitraillent et bombardent sans discernement ». Les journalistes doivent utiliser de nombreux subterfuges, se débarrasser de leurs téléphones portables, utiliser des VPN, utiliser de longs câbles lorsqu'ils communiquent avec des antennes Bgan (internet satellitaire), car le régime repère ce type de signal et tire des obus à l'emplacement d'où il provient. Pour la même raison, l'emploi des téléphones satellitaires ne doit pas dépasser une minute par jour. D'après le journaliste Robert Young Pelton, la Russie, fournisseur d'armes du régime syrien, « a appris à la Syrie » : « Lorsque vous détruisez une ville, assurez-vous que personne - pas même l'Histoire - n'en sorte vivant ». Selon le journaliste Patrick Vallelian, assassiner Gilles Jacquier est une opération qui permet au régime syrien d'envoyer un message aux rédactions que les journalistes, même avec des visas officiels, sont en danger, et en même temps, de discréditer les combattants rebelles.
Certains journalistes passent donc illégalement dans des zones rebelles, tenues par le PKK ou l'Armée syrienne libre pour tenter de couvrir une partie du conflit, y compris au péril de leur vie. Après la mort de Gilles Jacquier, des groupes de l'ASL de Homs ont peur d'être ciblés par les shabbihas et forces de sécurité s'ils accueillent des journalistes étrangers à leurs côtés.

#### Encadrement des journalistes et reportages
Pour le reporter Jonathan Littell, les rares professionnels qui obtienne un visa de presse sont soigneusement encadrés et surveillés, limités dans leurs mouvements et leurs possibilités de rencontrer des Syriens ordinaires, et ils sont « sujets à toutes sortes de manipulations ou de provocations — parfois meurtrières ».
Les journalistes étrangers évoluent soit sous la protection de l'armée syrienne à laquelle ils sont intégrés, soit ils sont chaperonnés par un agent du ministère de l’Information, qui influe, selon Slate, « avec plus ou moins de poids selon les journalistes et leur expérience du terrain syrien », « sur les lieux où ils peuvent aller, les personnes qu’ils peuvent interviewer, etc ». Pour les journalistes étrangers, la seule possibilité d'accéder à la partie de la Syrie contrôlée par Assad est donc de participer à des tournées de presse organisées par le régime  et orchestrée par le ministère russe de l'Information, ce que les journalistes acceptent parfois, comme une rare occasion de voir et montrer ce qui se passe dans le pays, malgré le risque de relayer la propagande du régime,,,,,.
En février 2020, un reportage de France 2 fait polémique lors de la reprise de province d’Idlib par le régime, qualifiée par l'ONU comme étant le théâtre de « la plus horrible des catastrophes humanitaires du XXIe siècle » : « toutes les structures sanitaires et civiles encore opérantes et la population elle-même y compris les camps de réfugiés, sont délibérément visés par les frappes aériennes syriennes et russes ». Le travail des journalistes de France Télévisions, qui ont fait le choix de faire un reportage « embedded », c'est-à-dire sous protection de l'armée syrienne, est fortement critiqué par des spécialistes du conflit estimant que ces journalistes connaissaient mal le dossier syrien, que leur travail contient des erreurs factuelles, véhicule la propagande du régime, comporte des omissions essentielles concernant notamment le contexte général, les « frappes indiscriminées » de l’aviation russe, les pillages par les soldats du régime, etc. Bien que le présentateur donne des éléments de contexte, les journalistes et experts estiment que le reportage reprend exclusivement le narratif du régime. La grand reporter Édith Bouvier suggère que dans le cas d'un reportage « embedded », il faut le préciser car « il y a une personne [de l’État] derrière, qui vérifie et vous cale les rendez-vous. Les gens ne parlent pas de leur plein gré et un traducteur du régime est présent. Ce ne sont pas des reportages libres. Tout le monde sait qui a parlé à qui et a dit quoi ! Avec un visa du régime, [le] journaliste n’est pas libre d’informer. » Les lecteurs et téléspectateurs devraient donc, selon elle, être informés des conditions dans lesquelles le reportage est fait, de même que lorsqu'un reportage est tourné aux côtés de l'armée syrienne libre. Le rédacteur en chef chargé du service étranger de France Télévisions, Étienne Leenhardt, répond aux critiques point par point, notamment en affirmant qu'« aucune autorité du régime ne nous a dit quoi faire ».
Selon Josepha Ivanka Wessels, le meilleur exemple de couverture biaisée du conflit par la propagande est celle du célèbre journaliste Robert Fisk, qui a pu obtenir de multiples visas grâce au maintien de bonnes relations avec la parte-parole d'Assad et propagandiste Bouthaina Shaaban.

### Actions de discréditation des observateurs locaux
Le conflit syrien « est le conflit le plus documenté au monde »  ou « le plus documenté de l'histoire » ,. Les journalistes étrangers ayant déserté le conflit, de jeunes reporters-citoyens syriens deviennent les principales sources d'information,. Leurs détracteurs affirment parfois que les images et informations transmises peuvent ne pas être neutres et sont invérifiables, ce que l'AFP dément. Pour Garance Le Caisne, dès le début, de nombreux syriens veulent témoigner de ce qu'ils vivent et observent : « En 2011, ils ne se posaient pas la question de savoir si on allait les croire. On leur tirait dessus, des tanks débarquaient dans les villes, des missiles sol-sol et des barils étaient lancés sur eux… Ils voulaient raconter, ils prenaient des vidéos, des photos, naturellement. Et puis, on leur a demandé des preuves. Alors même que seul le régime avait des avions et les capacités de larguer ces barils, d’envoyer de ces missiles ! C’était incroyable, inaudible pour eux. » Les activistes pacifiques se sont donc ensuite formés et professionnalisés pour que leurs images et documents soient authentifiables. Le Monde note que les internautes qui réagissent sur les réseaux sociaux à ses articles sur la Syrie remettent en cause le travail des journalistes professionnels sur le terrain. Le journal affirme que « certes », il a « des difficultés à couvrir la situation sur place » comme « tous les autres médias », rappelant la mort de journalistes sur le terrain. Mais les « informations remontent malgré tout, indépendamment » de celles fournies par « les personnes directement impliquées dans le conflit ». L'article du Monde, qui date du 24 février 2012, cite par exemple le travail de deux journalistes présents à Homs pendant plusieurs semaines et qui y « décrivent des combats et une situation impitoyable ».
Les conseils locaux, la société civile, les secouristes et médecins situés en zone rebelle sont également des témoins importants de la vie des civils et de l'impact des conflits et bombardements, de même que les organismes et ONG qui recensent les violations aux droits humains grâce à d'importants réseaux,,,. Ils sont régulièrement cibles d'accusations (crédibilité, neutralité...) et d'attaques, même si plusieurs sont reconnus pour leurs méthodes rigoureuses documentant les crimes de l'ensemble des acteurs du conflit,,,,.
La défense civile syrienne, notamment, fait un important travail de documentation puisque les volontaires ont une caméra fixée sur leurs casques. Les Casques blancs sont l'objet d'une intense campagne de propagande, les accusant parfois de jouer des scènes de catastrophes pour filmer, de mimer de fausses attaques chimiques, voire d'être eux-mêmes des terroristes. Ainsi, Bachar el-Assad a justifié les attaques contre eux en affirmant qu'ils étaient des terroristes et des criminels,,,,.
Le journal alternatif Le Média est critiqué pour la mise en doute par leur chroniqueur de la véracité et la possibilité de vérification des images provenant de zones inaccessibles aux journalistes étrangers,,, et plusieurs rédactions, journalistes et l'AFP rappellent leur travail de vérification et authentification des informations et images,.

### Négation des accusations de crimes
« Les responsables syriens ont affirmé depuis les premières semaines du soulèvement contre le président Bachar el-Assad, en 2011, que toute preuve de répression violente par l'État devait être fausse ».
Le régime de Damas nie longtemps les arrestations et décès sous la torture. Des centaines d’opposants, arrêtés au début du soulèvement, ont été officiellement déclarés morts à l'été 2018, par la mise à jour de registres d'état civil. Des propos privés, rendus publics, d'une personne accusée de faire de la propagande pour le régime, indiquent sa connaissance de l'utilisation massive de la torture, et son refus d'en parler publiquement. De nombreux témoignages et enquêtes d'ONG de défenses des droits humains indiquent que la torture et le viol systématiques ont été utilisés depuis 2011 par le régime syrien comme armes, faits niés par Bachar el-Assad et son régime,,,,. De même pour les attaques contre les populations civiles, l'utilisation d'armes interdites par les conventions internationales, le siège et la famine imposés aux civils vivant dans des zones tenues par des groupes armés rebelles et les attaques visant à empêcher l'accès de la population à la médecine,,,,,,.
Les attaques chimiques imputées au régime de Damas par l'Organisation pour l'interdiction des armes chimiques (OIAC) et l'ONU sont toutes niées par les responsables syriens, et russes, et ont fait l'objet d'importants efforts de propagande de la part de ces derniers,. Les narratifs de Moscou se contredisent parfois, par exemple, pour l'attaque chimique de Douma, les autorités russes affirment d'abord qu'il n'y a pas eu d'attaque chimique, puis Moscou accuse les Occidentaux de vouloir détruire les preuves en bombardant. Ces narratifs sont relayés par des trolls et robots sur les réseaux sociaux.
Dans ce cadre, les théories du complots visent également l'OIAC, que les alliés de Bachar el-Assad cherchent à discréditer.
La négation systématique des crimes de guerre, la multiplication des déclarations contradictoires et les techniques et narratifs de propagande utilisés en Syrie par les régimes russe et syrien seront également employés en 2022 lors de l'invasion de l'Ukraine par la Russie, dont les événements sont également soumis à une désinformation importante,,.

### Fake news sur la profanation du drapeau palestinien par l'opposition
|  |

À plusieurs reprises, les comptes pro-Assad propagent la fake news sur la profanation du drapeau palestinien, alors qu'il s'agit du drapeau du Parti Baas syrien. Ce dernier a des proportions différentes, de même que des couleurs plus foncées.

### Politique d'instrumentalisation
Officiellement, le système administratif et politique sous le régime d'Assad n'est pas confessionnel, mais les liens communautaires y ont un rôle importants ; en effet, c'est à la communauté alaouite, à laquelle appartient Bachar el-Assad que sont confiés les postes clés au sein de l'armée et des forces de sécurité syriennes. D'après Zakaria Taha, chercheur associé au GSRL, cela a pour objectif principal d'assurer le maintien au pouvoir d'un régime, qui, de par la mise en place de rapports clientélistes se lie ainsi aux différents groupes communautaires, et cherche à rassembler autour de lui les autres communautés minoritaires dans un pays où la majorité sunnite avait toujours gouverné avant le coup d'état d'Hafez el-Assad et l'arrivée au pouvoir de la dynastie el-Assad en 1971.

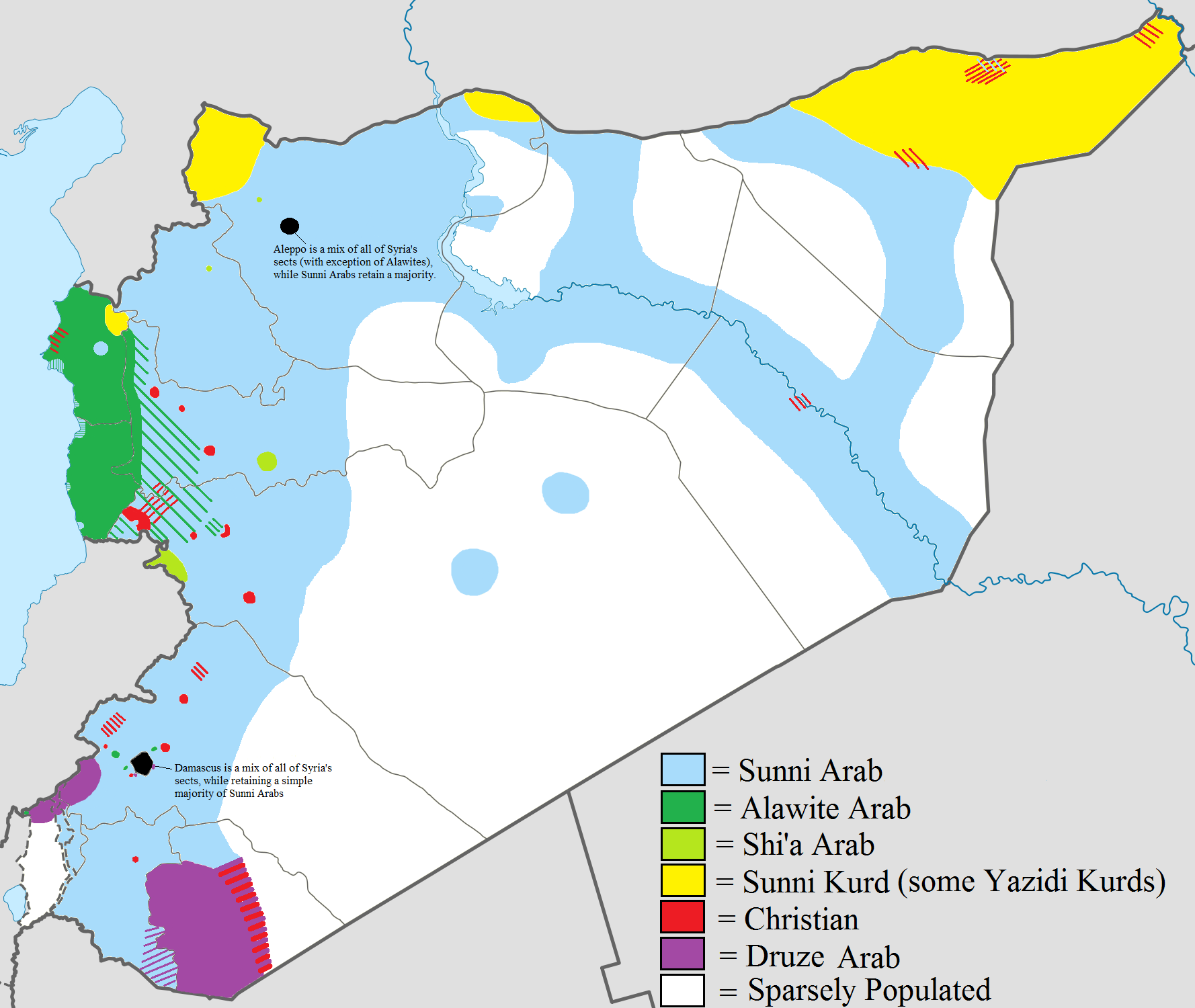
Carte montrant la répartition ethnico-religieuse de la Syrie avant la guerre civile.

En préservant une représentativité au sein des organes de l'État, et en établissant des liens avec les différents représentants religieux des communautés minoritaires, le régime Baasiste des Assad cherche à se présenter comme préoccupé par les droits des minorités.
Pour Bruno Paoli, cité dans L'Express, la dynastie el-Assad cherche « à détruire les structures traditionnelles d'allégeance communautaire, notamment religieuses, pour les remplacer par une allégeance au clan Assad et à son entourage », il rappelle aussi que les alaouites « qui étaient très nombreux dans les partis de gauche des années 70 et 80, ont eux aussi été, comme les Frères Musulmans, sévèrement réprimés par le régime » ; grâce à de nombreuses campagnes de propagande, le gouvernement syrien a réussi à maintenir, chez la communauté alaouite, la crainte des persécutions s'il venait à être renversé.
Ainsi, l'historienne Nadine Méouchy regrette que désormais, « nombreux sont les démocrates alaouites, critiques du régime et anti-confessionnels proclamés, qui se sont soudainement réfugiés dans leur appartenance communautaire, avec ses peurs et ses aveuglements, pour défendre un régime dictatorial dont ils avaient pourtant analysé tous les rouages ». Les opposants alaouites, tels Wahid Saqr, sont victimes de campagnes de diffamation.
Le journaliste Michel Touma rappelle également que malgré cette apparente posture de « rempart face aux djihadistes » ou de « défenseur de la minorité chrétienne » qu'essaie de se donner le régime de Bachar el-Assad, « il s’est souvent servi des mouvements islamistes pour asseoir son pouvoir, notamment contre les chrétiens du Liban » qui représentaient « le principal obstacle à son hégémonie sur le Liban ». Pour sa survie, le régime s'efforce à lier « le sort des communautés et leurs intérêts à ceux du régime, de sorte que toute mise à mal du régime nuise à cet équilibre ».
Dès 2012, la revue Foreign Policy fait l'analyse qu'« une véritable politique de la terre brûlée par l’attisement des haines intercommunautaires est aujourd’hui envisagée par le régime syrien ». Lorsqu'un ancien ministre libanais est accusé de planifier des assassinats et attentats dans des villages libanais sunnites, c'est Ali Mamlouk, chef des renseignements syriens, qui est soupçonné de lui avoir fourni les charges explosives, pour provoquer « des affrontements confessionnels à grande échelle ».

#### Mise en avant de la peur des extrémistes
En 2011, lors des premiers mouvement de contestation réclamant davantage de libertés, « le régime n’hésite pas à aller chercher le soutien des religieux notamment sunnites, en revenant sur une décision prise en 2010 — celle de muter à des postes administratifs 1 200 enseignantes voilées — ainsi qu’à ordonner la construction d’une faculté islamique et à autoriser une chaine satellitaire islamique ». En même temps, le clan Assad cherche aussi à maintenir les communautés à l'écart des manifestations en « jouant sur la peur de la menace islamiste » ; pour arriver à ses fins, il présente la contestation comme composée de gangs armés et d'islamistes salafistes « dont l’accession au pouvoir mettrait fin à la coexistence pacifique indispensable à la sécurité des minorités ». « La carte de la laïcité est mise en avant par le régime devant l’opinion occidentale », ainsi, il se présente comme « le garant de la coexistence harmonieuse dans un pays multi-communautaire » et n'hésite pas à mettre en avant « la situation privilégiée dont jouissent en Syrie les chrétiens et les autres minorités ».
Cependant, le régime libère les islamistes emprisonnés « pour qu’ils dévorent la révolution ».
« Le raïs de Damas a très tôt fait passer l'idée selon laquelle il n'y avait pas d'autre choix que lui, Assad « C'est moi ou le chaos » ne cesse-t-il de répéter, sourd aux appels des militants démocrates, il crie au complot, refuse le concept d'opposition modérée. Il fait donc taire la voix de l'opposition démocratique, celle qui refuse toute domination politique ou religieuse, née des manifestations pacifiques du soulèvement anti-Assad de 2011, notamment de la résistance civique de Daraya »,.

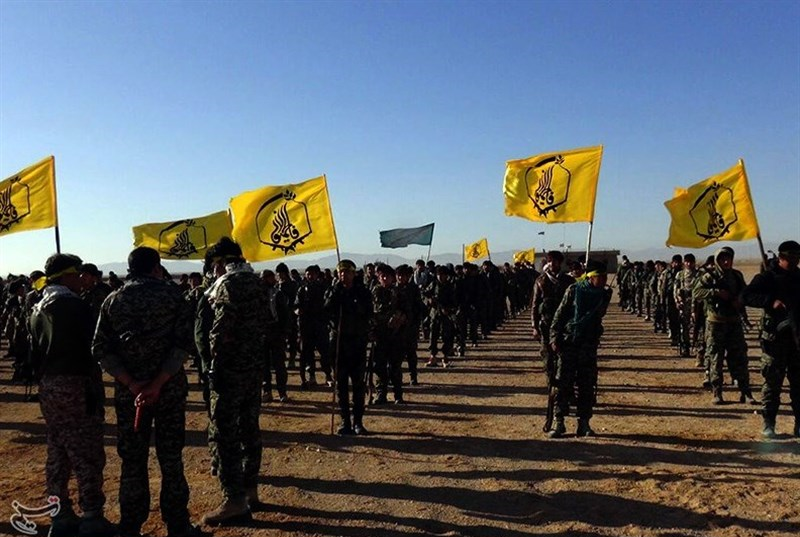
Des combattants de la Division des Fatimides, à Palmyre, le 10 décembre 2016. C'est l'une des nombreuses milices chiites qui combattent auprès des forces syriennes.

Dès le début du conflit, l'idée est de faire passer le message au peuple syrien mais aussi au monde entier, qu'il n'y a pas d'alternative possible. Le régime s'est employé à détruire toute opposition modérée et à en effacer les traces, selon Dephine Minoui. La propagande russe rejoint la narration syrienne en faisant l'amalgame de tous les opposants à Bachar el-Assad pour justifier leurs bombardements.
D'après Marie Peltier, « pour imposer cette propagande à large échelle, Bachar el-Assad a choisi de rendre centraux certains objets narratifs, qui ont désormais la vie dure: « C'est moi ou le chaos ». Reléguant la question des droits humains au second plan, voire à un plan inexistant, le régime syrien s'est dès le départ présenté comme un mal nécessaire, discréditant dans le même temps l'opposition syrienne au nom de la « lutte contre le terrorisme » et de la « stabilité » du pays ».
Selon Ziad Majed, le régime est lui-même soutenu par un nombre « bien supérieur » de « combattants qui sont des djihadistes chiites étrangers et des formations locales paramilitaires » que les groupes armés extrémistes sunnites qui lui sont opposés ; d'après le chercheur, « le fait de ne pas les mentionner comme étant les vrais sauveurs du régime de Bachar el-Assad sur le terrain est déjà un problème de l'analyse ».
Pour Garance Le Caisne, la présence de Daech est liée à celle du régime, et si la violence du gouvernement est beaucoup plus cachée, le régime tue huit fois plus que Daech.

#### Un prétendu rempart face au chaos
Selon Zakaria Taha, dès les années 1970, lors de l'insurrection des Frères musulmans, le régime se présente « comme le rempart contre la menace islamiste susceptible de dominer les minorités (druzes, chrétiens, kurdes, ismaélites) », et contraint ainsi la population à tolérer un régime autoritaire. Il apparait ainsi, à l'extérieur de la Syrie, comme un régime laïque respectueux du droit des communautés et des femmes face à l'islamisme. Les mouvements islamistes se faisant les plus menaçants pour la pérennité de son gouvernement, le régime d'el-Assad cherche à prouver que sa chute se ferait à leur profit.
Le régime de Damas ne cesse de se mettre en avant comme « le rempart à tout conflit », il se sert des divisions communautaires pour « rester  au pouvoir et montrer ainsi qu’il est indispensable à la stabilité de la région et à la protection des  minorités, contre toute guerre intercommunautaire » et met en avant le sort des chrétiens d'Irak ayant immigré en Syrie afin de fuir les violences intercommunautaires à la suite de la chute de Saddam Hussein en 2003. Mais l'affirmation selon laquelle le régime serait le protecteur des chrétiens est contestée par de nombreux médias,,,,.

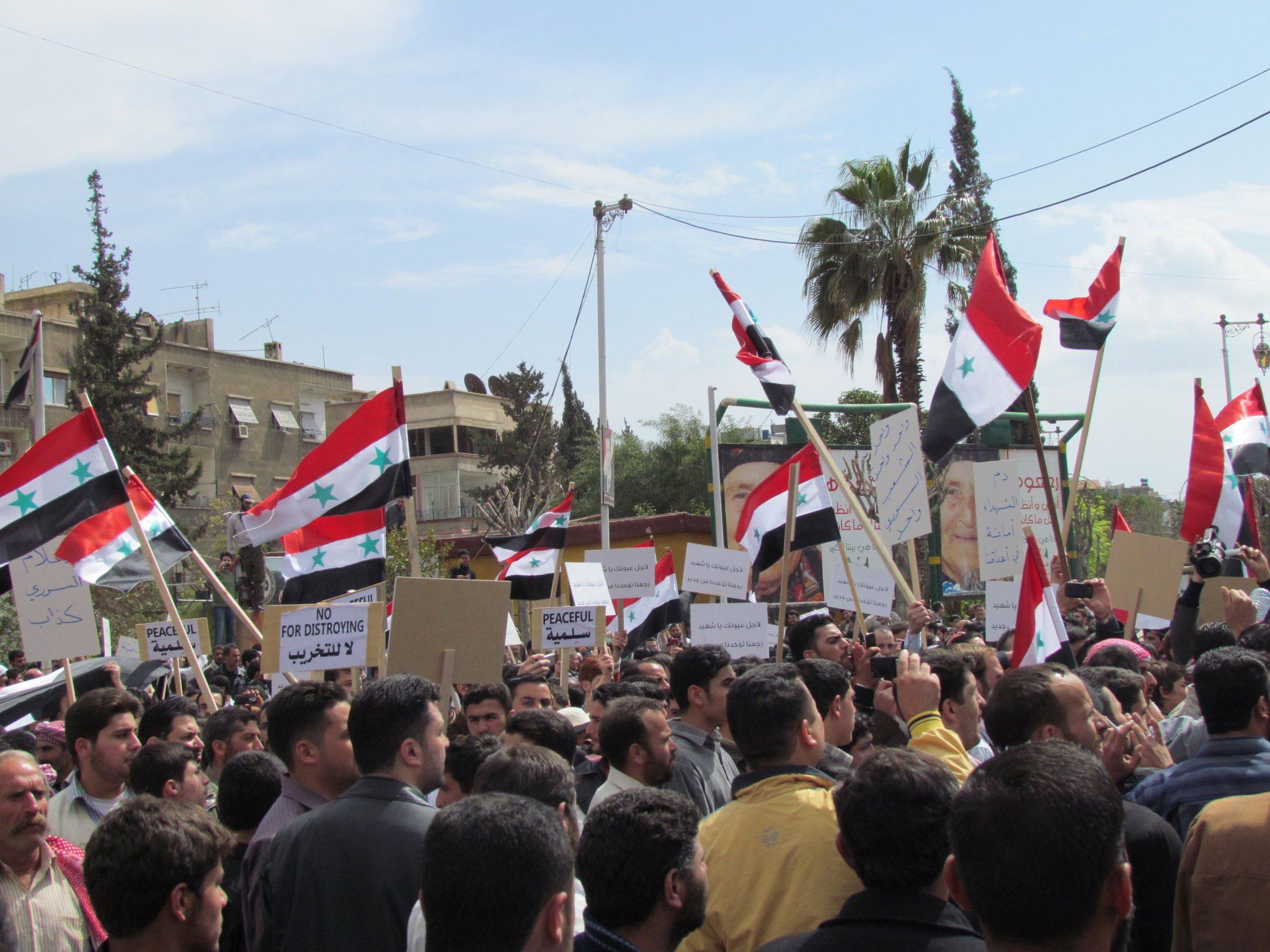
Manifestation de l'opposition à Douma, près de Damas, le 8 avril 2011.

En 2011, les manifestants demandent la fin de la répression et la libération des prisonniers d'opinion. Bassam Barabandi, ancien diplomate syrien à Washington, affirme que Bachar el-Assad ne libère pas les opposants démocrates arrêtés depuis mars. Mais il libère des centaines d'islamistes alors en prison, qui alimentent les rangs djihadistes, et dont certains rejoindront plus tard les rangs du Front al-Nosra qui combattra aux côtés des rebelles, et de l’État Islamique qui se retournera contre eux,. D'anciens détenus et hommes politiques confirment ces faits,. Pour eux comme pour le journaliste Armin Arefi, cela participe à la stratégie de Bachar el-Assad : « depuis le début de la révolution en mars 2011, le président syrien met tout en œuvre pour réaliser sa prophétie selon laquelle ses opposants — tout d'abord pacifiques — ne sont que des "terroristes" »,,,. Il libére « périodiquement des jihadistes endurcis de prison pour donner l'impression que le soulèvement est l'œuvre d'extrémistes violents » et veut « déplacer la lutte sur le champ de bataille, où le régime a l'avantage ».
Pour l'historien Jean-Pierre Filiu « on présente beaucoup trop souvent les Assad comme protecteurs des chrétiens, il faut savoir qu'ils ont souvent été à l'avant-garde de la répression voire des massacres des chrétiens au Liban et ailleurs ». Certains médias d'opposition accusent aussi des milices liées au régime de Bachar el-Assad de nuire aux chrétiens, ainsi le média Call Syria annonce que des moines de la région de Safsafa ont été battus et chassés de leur lieu de culte sous prétexte que celui-ci abritait un sanctuaire dédié aux Alaouites; de même le site d’information en ligne All4Syria dénonce la mise en danger de lieux de culte chrétiens de par l'installation de matériel militaire au niveau de ceux-ci.
À l'international, le régime de Bachar el-Assad se présente comme un rempart contre Daech. Pourtant, le ministre syrien des Affaires étrangères déclare en 2016 « combattre l’État islamique n'est pas notre principale préoccupation », affirmant que ce sont davantage les groupes rebelles — qui combattent également les djihadistes — qui constituent une menace plus importante pour le pouvoir de Damas.
Sur le terrain, de nombreux arrangements et coopérations montrent des liens réguliers entre le régime et les groupes islamistes extrémistes, dont l’État islamique. Daech est ainsi relativement épargné par les bombardements du régime. Des déplacements de combattants, ainsi que des attaques, semblent coordonnées,. Des échanges d'armes, d'informations et accords économiques existent également entre Daech et le régime,, relation de dépendance mutuelle qualifiée d'adultérine par David Bensoussan.

### Diffusion à l'international
Des reporters de guerre ayant couvert le conflit témoignent que malgré leur travail, l'opinion publique n'est pas mobilisée sur la Syrie. Pour Christophe Ayad, « si les guerres ont toujours mis en branle l’affrontement de deux narrations, jamais [on n’avait] assisté à une telle transformation des victimes en bourreaux, des sauveteurs en terroristes, et des massacreurs en libérateurs. (...) A ce titre, la bataille d’Alep peut être assimilée à un nouvel épisode de la « guerre hybride », théorisée par les stratèges russes depuis le milieu des années 2000 et mise en œuvre en Crimée et dans l’est de l’Ukraine. Elle consiste, entre autres, à brouiller la perception du camp adverse avec un bombardement d’informations propres à désorienter les opinions et à paralyser leurs gouvernants »,.
Pour Marie Peltier, « la propagande d’Assad, qui en dehors des sphères de propagande pure et dure, telles Russia Today, a eu ce génie de s’infiltrer très largement dans l’opinion publique occidentale », a permis l'abandon des aspirations des syriens à la liberté et fait que l’« on a épousé l’idée qu’Assad avait gagné la guerre ».

#### Utilisation du tissu associatif
En Suède, des associations sans lien apparent avec la Russie ont des idées qui coïncident avec les intérêts de Moscou : le Swedish Peace Council, à l’extrême gauche ; ou Swedish Doctors for Human Rights, qui nie la réalité des attaques chimiques en Syrie.
Des mouvements dits "pour la paix" condamnent ainsi les tentatives d'intervention occidentales en Syrie, mais pas les interventions russes et iraniennes. L'objectif est politique, et il s'agit de défendre le régime syrien et de s’opposer à une action internationale contre lui.

#### Public francophone
L'un des premiers relais de la propagande du régime Assad en France est Frédéric Châtillon. En 1994, il se rapproche du sanguinaire ministre de la Défense Moustapha Tlass, et Hafez el-Assad finance les activités du GUD. Frédéric Chatillon invite Thierry Meyssan, Alain Soral, Robert Faurisson et Dieudonné à Damas au début des années 2000.
Le complotiste Thierry Meyssan, invité en 2006 par le Hezbollah et le régime de Damas, s'établit dans la capitale syrienne en 2006 et est désormais « à la tête d'une véritable entreprise de désinformation ». Dès le début de la Révolution syrienne en 2011, il crée un site de "réinformation" sur la Syrie, Infosyrie, relayant la propagande du pouvoir en place,. Ce site de propagande est hébergé par Riwal, une société de communication appartenant à Frédéric Chatillon, ancien dirigeant du Groupe union défense.
Le réseau chrétien, via notamment l'ONG controversée SOS Chrétiens d'Orient, est fortement influencé par Damas, et des personnages comme Agnès-Mariam de la Croix.
Des parlementaires et responsables politiques sont invités par le régime à Damas, ainsi que quelques journalistes, qui vont relayer le discours de Bachar el-Assad, ce qui permet au cercle proche du régime d'avoir ses entrées à l'Assemblée nationale, invités par le groupe d'amitié parlementaire France-Syrie. Parmi ces parlementaires se rendant régulièrement en Syrie, on trouve notamment Thierry Mariani, qui est reçu chaque fois par Bachar el-Assad, mais également Valérie Boyer, Gérard Bapt,.
Pierre le Corf, sous couvert d'humanitaire, est également accusé de faire de la propagande pour le régime via les réseaux sociaux.
Le discours de propagande séduit notamment l'extrême droite et l'extrême gauche.

#### Public anglophone
La propagande du régime syrien est diffusée par un réseau de blogueurs et universitaires anglophones,,. Selon le journaliste britannique Brian Whitaker, la blogueuse complotiste Vanessa Beeley est la « déesse de la propagande du conflit syrien », elle est un maillon central de la diffusion de désinformation sur les Casques blancs syriens dont il semble presque impossible de contester les dire,. Selon le Huffington Post, une intervention réalisée par cette blogueuse jusqu'alors inconnue a été utilisée par la délégation de la Russie auprès des Nations unies comme unique pièce contre les secouristes. D'autres blogueurs qui propagent la propagande du régime avec Vanessa Beeley comptent notamment Eva Bartlett et Max Blumenthal,.
Certains de ces blogueurs sont invités, aux côtés de journalistes et personnalités politiques, dans des tours organisés « perçus comme un moyen de se faufiler jusqu'à un régime accusé de litanie de crimes contre l'humanité ».

## Alliés de la Syrie baathiste
Alliés du régime de Damas, Moscou et Téhéran partagent, au niveau de la propagande, de nombreux points communs avec la Syrie ; les alliés du régime ne reconnaissent ainsi pas la Révolution populaire syrienne, ils affirment que le soulèvement a été organisé par des forces étrangères, considèrent que les opposants à Bachar el-Assad sont des « terroristes » et tentent de dédouaner le régime de toute responsabilité dans les accusations de crimes de guerre et de crimes contre l'humanité.

### Russie
Selon Joël Hubrecht, en matière de guerre de propagande, la Russie a sur les réseaux sociaux une « force de frappe absolument terrifiante » : ainsi, à partir d'une trentaine de comptes, il est possible d'avoir 20 000 tweets d'informations fausses, qui peuvent être rediffusés plus de 600 000 fois ; et sans ces relais, le régime de Bachar el-Assad n'aurait pas pu « effacer, nier » les crimes commis.

#### En Russie
Une vaste campagne de propagande est utilisée en Russie pour que l'opinion publique adhère et soutienne la décision du gouvernement d'une intervention armée au Syrie, aux côtés de Bachar el-Assad. Vladimir Poutine annonce en septembre 2015 que la Russie va intervenir militairement aux côtés de l'armée de Bachar el-Assad alors qu'une majorité de russes s'étaient opposés à cette intervention. En octobre 2015, l'objectif du Kremlin semble atteint : un sondage réalisé par un institut indépendant indique que la majorité des Russes soutient désormais les frappes russes en Syrie,. Les télés russes relaient le point de vue du Kremlin, et, selon France 24, l'« argument principal » pour justifier les opérations de bombardement en Syrie est « une menace terroriste imminente ». Par ailleurs, selon Le JDD, « les experts invités à la télévision assimilent l'ensemble des forces luttant contre le régime de Damas à des terroristes. Ils raillent les bombardements américains contre Daech depuis un an, jugés inefficaces, et assurent que l'objectif des Occidentaux est d'éliminer Bachar El-Assad, pour affaiblir la Russie ».
En juin 2018, la Cour suprême russe déboute dix réfugiés syriens de leur demande d'asile au motif qu'il n'y a « pas de guerre en Syrie » mais une « opération antiterroriste »,. Cette décision devrait faire jurisprudence.

#### Nier puis minimiser la présence de troupes en Syrie
Pour éviter l'impopularité de l'intervention engageant ses soldats, le gouvernement russe affirme n'intervenir en Syrie que par des bombardements aériens et maritimes. Cette position officielle du Kremlin implique que si des ressortissants russes intervenaient au sol, il ne pourrait s'agir que de citoyens indépendants.
En septembre 2015, le régime syrien continue de démentir la présence de troupes ou d'activités militaires russes en Syrie. Selon Le Monde, depuis « plusieurs mois », des « premiers signes de recrudescence militaire [russe] sont apparus » alors que dans le même temps Vladimir Poutine affirmait : « pour l’heure, il n’est pas question que l’armée russe participe à des opérations militaires directes en Syrie ». Le 9 septembre 2015, un porte-parole russe évoque des « experts militaires » présents en Syrie censés « fournir des conseils sur l’utilisation d’armes livrées à la Syrie par la Russie ». Le Monde commente cette annonce en affirmant que Moscou a été « contraint de confirmer [...] la présence de certains de ses ressortissants » en Syrie, « trahie notamment par des selfies postés sur les réseaux sociaux par de jeunes soldats déployés dans le pays », ce qui lui rendait difficile de « nier plus longtemps ». La diplomatie russe affirme qu’elle n’a jamais caché son soutien en armes et en instructeurs à l’armée syrienne, selon elle « pour lutter contre le terrorisme ». Sergueï Lavrov ajoute que tout renforcement de la présence russe en Syrie sera conditionné à une « demande et avec l’accord du gouvernement syrien et des gouvernements des autres pays de la région ». Le 10 septembre 2019, la Russie admet pour la première fois que ses vols à destination de la Syrie ne transportent pas seulement de l'aide humanitaire mais aussi de l'équipement militaire. Selon 20 minutes, « officiellement, la Russie n’est présente en Syrie que grâce à ses installations logistiques militaires dans le port de Tartous, sur les bords de la Méditerranée », mais des responsables américains affirment avoir observé une dizaine de véhicules blindés de transport de troupes  et des dizaines de soldats russe à Lattaquié.
Vladimir Poutine annonce en mars 2016 un allègement des forces russes mobilisées en Syrie, mais renforce par la suite les effectifs, les combats s'accentuant dans le pays. En 2018, le Kremlin dément également les informations faisant état de plusieurs dizaines de morts de soldats russes en février 2018. Leonid Bershidsky, journaliste russe travaillant pour le média américain Bloomberg, estime que le bilan est de 200 morts entre le 7 et le 16 février 2018. La question de ces morts est selon Le Figaro « largement évacuée par les officiels à Moscou. Ces ressortissants russes, bien que combattant en Syrie, ne font, en effet pas partie de l'armée régulière, mais sont employés par des entreprises paramilitaires ». De plus, le Kremlin tend à « minimiser » la mort des mercenaires russes ou « met en cause [...] la véracité » des informations les concernant,.
En mai 2018, Moscou rapporte la mort de quatre militaires russes : deux conseillers et deux soldats. L’Observatoire syrien des droits de l'homme conclut de son côté à un bilan plus lourd, affirmant que neuf Russes ont été tués. Leur identité n'est pas clairement indiqué mais selon l’Observatoire, il ne s'agit pas que de soldats. L'AFP estime que cela laisse « penser que des mercenaires figurent parmi les victimes ». L'AFP ajoute que « les pertes humaines en Syrie sont rapportées de façon très discrète ici en Russie où l’enterrement des combattants se fait dans la plus grande intimité. ».

#### Déni de crimes de guerre
La Russie, comme la Syrie, a toujours démenti s'attaquer à des civils et hôpitaux, et réfute toute victime civile. La négation de crimes de guerre est systématique, y compris par des déclarations successives qui se contredisent entre-elles au fur et à mesure qu'elles sont démenties par des images ou preuves de crimes,.

##### Attaques contre les civils
La cible affichée officiellement par le Kremlin est l’État islamique. Mais le communication officielle ne correspond pas aux réalités des frappes, qui servent avant tout à soutenir le régime syrien,. Le gouvernement russe affirme n'avoir jamais tué un seul civil, ce qui contredit les conclusions des observateurs du conflit et des syriens de l'opposition qui affirment que les avions russes visent la population et non pas l’État islamique,,,. Vladimir Poutine semble profiter de frappes de la coalition occidentale contre l'’État islamique pour affirmer officiellement en viser les djihadistes, alors que dans les faits, la plupart de ses bombardements ciblent en priorité les rebelles opposés à Bachar al-Assad, son allié, et visent également délibérément des zones d'habitation, des marchés et des hôpitaux, participant ainsi à la stratégie de terreur du régime syrien,,.
Le gouvernement russe affirme ne pas employer d'armes incendiaires et affirme que les images tournées par l'AFP ainsi que les rapports de l'OSDH indiquant le contraire constituent un « mensonge éhonté ». Cependant, un reportage de la chaîne d’État RT montre un avion chargé de bombes incendiaires à sous-munitions, sur la base militaire de Khmeimim, en Syrie,,.
Rapporté par Libération, un haut fonctionnaire français affirme : « Honnêtement, nous ne voyons pas comment contrer efficacement la désinformation russe sur la Syrie. Leur stratégie pour créer le doute est redoutable. C’est pire que pendant la guerre froide. Ils ne reconnaissent même plus la notion de "faits" ».

##### Bombardements d'hôpitaux
En octobre 2019, le New York Times publie les résultats d'une grande enquête sur les bombardements des hôpitaux en zone rebelle en Syrie par l'armée de l'air russe. Russie et Syrie avaient déjà été accusées de nombreuses fois de bombarder systématiquement hôpitaux et cliniques détenus par les opposants. Notamment, Médecins pour les droits de l'homme dénombre 583 attaques contre le personnel médical en Syrie depuis 2011. Pour la première fois, le New York Times apporte un large éventail de preuves concernant des attaques d'hôpitaux, concernant une période spécifique, les 5 et 6 mai 2019. Le journal se base non seulement sur de nombreux témoignages mais aussi sur des milliers d'enregistrements de transmission radio de l'armée de l'air russe. Les journaux de bord des observateurs au sol qui surveillent le ciel syrien confirment la présence des avions russes au-dessus des quatre hôpitaux qui ont été la cible des bombardements. Des vidéos fournies par les témoins et vérifiées par le journal confirment trois frappes.
Le New York Times détaille les communications radio en ce qui concerne le bombardement de l'hôpital souterrain Nabad al Hayat. Le 5 mai 2019, à 14h32, un officier du contrôle au sol russe fournit au pilote russe une longitude et une latitude correspondant à l'emplacement exact de l'hôpital. À 14h38, le pilote indique que la cible est en vue et qu'il possède le code qui va lui permettre de verrouiller cette cible. L'officier lui répond qu'il a le feu vert. Au sol, un observateur du ciel consigne dans son journal qu'un jet russe cercle dans la zone de l'hôpital. À 14h40, au moment même où une ONG signale un bombardement sur l'hôpital, le pilote confirme la frappe. Et des journalistes, qui étaient sur place en train de filmer par anticipation d'une attaque, enregistrent trois impacts de bombes qui pénètrent le toit de l'hôpital et explosent.
L'enquête démontre que l'aviation russe a visé 4 hôpitaux dont les coordonnées avaient été données aux Nations Unies afin d'être protégés des bombardements. L'hôpital Nabad al Hayat avait été évacué trois jours avant le bombardement après avoir reçu des avertissements, mais ce n'était pas le cas à l'hôpital Kafr Nabl, qui a été bombardé 4 fois en 18 minutes le 5 mai, et un homme se tenant à l'extérieur a été tué. Deux autres hôpitaux ont été bombardés : l’hôpital de la grotte Kafr Zita et l’hôpital orthopédique Al Amal. Dans les deux cas, les observateurs ont enregistré la présence d'avions de l'armée de l'air russe dans le ciel au moment des frappes, et les pilotes russes peuvent être entendus dans les communications radio « travaillant » leurs cibles au moment où les frappes ont été rapportées.
Selon l’Organisation mondiale de la santé, cinquante-quatre hôpitaux et cliniques ont été attaqués en zone rebelle entre la fin avril et la mi-septembre 2019. S'attaquer à des établissements de santé est considérée comme un crime de guerre au regard du droit international, et le secrétaire général de l’ONU, António Guterres, a annoncé en août 2019 l’ouverture d’une enquête interne sur les bombardements d’hôpitaux.
Désinformation : images de jeu vidéo
Le 14 novembre 2017, le ministère russe de la Défense publie une vidéo, dont les images fournissent selon ses déclarations « la confirmation irréfutable que les États-Unis, tout en simulant pour la communauté internationale une lutte implacable contre le terrorisme, assurent une couverture à des unités de l'État islamique »,. Sur Twitter, le ministère russe de la Défense annonce également la révélation de « preuves irréfutables que l’armée américaine couvre en fait les unités de l’EI pour les aider à récupérer leurs capacités militaires, les redéployer, et leur faire défendre les intérêts américains au Moyen-Orient ». Mais l'ONG Conflict Intelligence Team (CIT) et le site d'enquête Bellingcat découvrent rapidement que certaines de ces images sont issues d'un jeu vidéo, AC-130 Gunship Simulator: Special Ops Squadron, et que d'autres sont des vidéos diffusées par le ministre irakien de l'Intérieur en 2016, montrant des bombardements de l'aviation irakienne contre les djihadistes,. Raillée sur les réseaux sociaux, la vidéo est ensuite supprimée par l'armée russe qui évoque une « erreur » de la part d'un « employé civil »,. Le colonel Ryan Dillon, porte-parole de la Coalition internationale déclare alors que l'incident est « conforme à ce que nous voyons sortir du ministère russe de la Défense : c'est sans fondement, inexact et complètement faux. [...] Les communiqués du ministère russe de la Défense sont à peu près aussi exacts que leurs frappes aériennes ».

#### Propagande russe concernant les attaques chimiques dont est accusé son allié syrien
Selon « EU vs disinfo », en 2017, après l'attaque chimique de Khan Cheikhoun, les russes ont utilisé une stratégie qui avait déjà servi auparavant : tenter de semer « la confusion et la méfiance » en promouvant diverses versions des évènements, et le ministère russe a relayé certaines théories du complot qui avaient pourtant « rapidement étaient démystifiées ». Selon Les Décodeurs, les médias prorusses attribuent les attaques chimiques aux rebelles syriens et leurs campagnes se sont intensifiées après l'attaque chimique de Khan Cheikhoun. À cette occasion, les officiels russes ont relayé sur leur compte Twitter une fausse preuve de mise en scène par les rebelles : la vidéo qu'ils ont mise en ligne était un making-of du film Revolution Man et ne montrait donc pas des rebelles en train de faire une « mise en scène ». Cette vidéo a été relayée également par la télévision d'État Russia-1. Les russes ont aussi accusé les américains de préparer des attaques chimiques dans le sud de la Syrie, des accusations démenties par les faits : ces accusations, suggèrent Les Décodeurs, pourraient servir à préparer le terrain pour de réelles attaques chimiques contre les rebelles. Selon L'Obs, il semblerait que les russes aient également  déclenché en avril 2018 « une vaste opération de désinformation sur l'attaque chimique présumée du 7 avril à Douma ». Selon un haut fonctionnaire français, cela ne pose pas de problème à la diplomatie russe de se contredire « Il ne s'agit plus de fournir un contre-narratif, mais de multiplier les déclarations, de fabriquer un brouillard. Ce n’est pas un problème pour Moscou de se contredire. L’essentiel est de créer la confusion, de diviser les sociétés occidentales. Ils veulent que les gens se disent: «On ne sait pas ce qui s’est passé, on nous ment.» ».

#### Propagande auprès des médias internationaux
En lien avec le régime syrien, les autorités russes organisent des tournées de presse en Syrie qui permettent aux journalistes étrangers de voir ce qui se passe dans le pays et au cours desquelles les russes délivrent leur propagande et, selon Vice News, leur désinformation.

### Iran
Les organes de sécurité et de propagande sont proches en Iran, et ont pour effet d'inciter des jeunes à s'engager dans le conflit syrien, aux côtés de l'armée iranienne ou de milices armées comme les gardiens de la Révolution.
Des campagnes de désinformation en ligne concernant la Syrie ont également été interrompues par certains réseaux sociaux.

## Opposition syrienne
La propagande est considérée bien moins importante que celle du régime syrien, et relativement minoritaire par rapport au nombre de documents qui sortent de Syrie, mais elle existe également. Une vidéo a notamment été manipulée pour faire passer des soldats loyalistes pour des déserteurs (les déserteurs et vidéos réels sont par ailleurs nombreux).
La dangerosité du terrain pour les journalistes les contraints parfois à interviewer des civils en présence de membres de katiba, ce qui ne leur permet pas de travailler et vérifier l'information de manière indépendante. Vérifier les chiffres avancés par l'opposition est également compliqué.
Selon un article de l'AFP de 2012, les opposants au régime tentent parfois de contrôler les médias : « la propagande est en marche dans les deux camps ». Un reporter ayant photographié des cadavres de soldats apparemment sommairement exécutés s'est vu contraint par les rebelles d'effacer ses clichés, sous peine d'être abattu,.

## Groupes djihadistes
À partir de 2013, les journalistes étrangers sont devenus des cibles prioritaires pour les jihadistes et bandes armées dans les zones dans les territoires d'opposition.

### État islamique
L’État islamique arrête les militants, rebelles et journalistes, qu'ils considèrent comme « infidèles ». Selon le journaliste Karam al-Masri, le simple fait d'être en possession d'une caméra est pour eux un motif d'arrestation et de détention. L’État islamique exécute également des journalistes, dont certains cas ont été très documentés, tels la journaliste syrienne Ruquia Hassan ou le journaliste américain James Foley.
Daech est coutumier de la réalisation de films de propagande,. Des films pour montrer la violence et la brutalité sont réalisés et largement diffusés sur les réseaux sociaux. Cet usage de la propagande est la principale explication au fait que Daech est la seule organisation qui ait recruté jusqu'à 2000 combattants européens en Irak et en Syrie. D'après Jean-Pierre Filiu, les djihadistes de Daech entretiennent une propagande « apocalyptique » pour justifier leur présence en Syrie : ils affirment être l'« instrument de l'accomplissement des prophéties ». Ils font notamment référence à une prophétie très populaire chez les djihadistes contemporains, qui situe une bataille de la « fin des temps » à Dabiq, village syrien située dans le gouvernorat d'Alep. Les djihadistes de Daech occupent et défendent avec acharnement ce village pendant deux ans avant d'en être chassés par les révolutionnaires syriens en 2016. Et Daech donne le nom de « Dabiq » à un magazine diffusé en ligne en plusieurs langues. Les Roums, des orthodoxes qui apparaissent dans L'Authentique de Muslim, sont assimilés aux russes (eux aussi des orthodoxes), qui interviennent dans le conflit syrien à partir de 2015. Les djihadistes diffusent à l'international les écrits auparavant peu connus de Ibn Hammad. Ils insistent sur le « rachat » des fautes de soixante dix proches au Jugement dernier. Selon Jean-Pierre Filiu, de nombreuses recrues ont été convaincues de rejoindre Daech grâce à cette promesse de « rachat des fautes ».
Pour Le Monde, la propagande n'est pas seulement un outil pour Daech, mais une « arme » à part entière. Sa diffusion massive permet de radicaliser des sympathisants via internet et les logiciels de messagerie.
Elle fait parfois intervenir des enfants, des militants de Daech étrangers, comme des français, dans l'objectif de rallier des personnes à sa cause. « En 2014 et 2015, la communication de Daech, soucieuse d'attirer non seulement des djihadistes étrangers mais aussi leurs familles, montrait un jeune pays doté d'institutions et d'infrastructures solides, ainsi qu'une capitale, Raqqa, en plein boom économique. Longtemps, les images de l’État islamique ont fait se côtoyer guerre et paix ; mais l'effort de guerre croissant a peu à peu mis fin à la propagande que l'étude qualifie de "lifestyle". Parce qu'il n'y avait plus rien à montrer... mais aussi plus personne pour le montrer ».
La cellule médias de Daech ayant une influence importante, elle a été régulièrement ciblée par la coalition internationale à Raqqa, ce qui a eu pour effet de tuer de nombreux contributeurs, et par conséquent, d'en limiter le volume de diffusion comme le contenu. « Au plus fort de l'activité de sa cellule médias, à l'été 2015, Daech diffusait plus de 700 publications par mois en Syrie et ailleurs, selon l'étude. Un an plus tard, en août 2016, ce chiffre était tombé en-dessous de 200. ».

## Milices Kurdes et Turquie
Lors de l'offensive de la Turquie sur Afrin défendue par les Kurdes syriens, Turcs et Kurdes se livrent une intense guerre de propagande. Les sites pro-kurdes mettent notamment en ligne des vidéos de combattants alliés des Turcs, et chaque camp mène une « guerre des mots et guerre des chiffres », tentant de minimiser ses pertes et accusant l'autre d'employer des combattants djihadistes,,,.

## Coalition internationale
La coalition internationale a permis la libération de Raqqa, aux mains des djihadistes de l’État islamique, mais a minimisé le nombre de victimes civiles tuées par ses bombardements, et c'est un rapport de l'ONG Amnesty internationale qui a permis de questionner ces chiffres.

### Royaume-Uni
En mars 2012, le Royaume-Uni, annonce qu'il double son budget d'aide non militaire aux groupes d'opposants syriens favorables à la démocratie[réf. nécessaire]. L'argent doit servir, entre autres, des formations pour les journalistes citoyens, une aide pour que leurs reportages puissent sortir de Syrie, davantage d'aide pour les groupes de la société civile qui s'occupent de recueillir des preuves d'exactions en vue d'éventuels futurs procès.
Pour Ian Cobain et ses co-auteurs, ces aides allouées à l'opposition à Bachar el-Assad, ne constitueraient par des efforts de « communications stratégiques » ou « SC » mais une « propagande » de la part du gouvernement britannique. Le programme entrepris en 2012 est intensifié l'année suivante après que le Parlement a voté contre toute intervention militaire britannique dans le conflit. Le programme, nommé Opération Volute, vise notamment à soutenir le travail des journalistes citoyens syriens, renforcer les groupes considérés d'opposition modérée, lutter contre l'extrémisme violent. Il passe par des sociétés de communication sous contrat avec le gouvernement britannique, via des agences de presse, médias sociaux, campagnes d'affichage. L'objectif est de concurrencer la propagande du groupe État islamique et celle du régime. David Cameron parle d'une « guerre de propagande» contre l'État islamique,.
Selon The Morning Star, le gouvernement britannique a créé un réseau de « journalistes citoyens » dans toute la Syrie et dans d'autres pays du Moyen-Orient, souvent sans qu'ils sachent qu'ils étaient dirigés depuis Londres et a tenté d'orienter leur production afin d'influencer secrètement le public syrien, en promouvant les valeurs de la révolution. Les contrats étaient soumis à des accords de non-divulgation afin que le rôle du gouvernement puisse être caché car cela pourrait saper la crédibilité du « journalisme citoyen » et mettre en danger ceux qui s'y livrent.
Selon Middle East Eye, un examen interne en 2016 conclut à des « lacunes fondamentales » de l'initiative (absence d'« analyse du conflit [et] aucune analyse du public cible ») et révèle des inquiétudes au sein du gouvernement quant à la nécessité de ces programmes, qui auraient été mal planifiés, probablement illégaux et auraient coûté des vies. Selon le rapport, les militants syriens ont créé « une constellation de médias » avec une grande quantité de matériel produit, pouvant porter à confusion. Les budgets combinés du gouvernement britannique se sont élevés à 9,6 millions de livres sterling au cours de la période 2015-2016, avec davantage d'argent réservé pour les années ultérieures.
Les entreprises embauchées par le ministère des Affaires étrangères mais supervisées par le ministère de la Défense (MoD) ont produit des vidéos, des photos, des rapports militaires, des émissions de radio, des produits imprimés et des publications sur les réseaux sociaux portant les logos des groupes armés. Selon The Guardian, elles dirigeaient également un bureau de presse pour les combattants de l'opposition.
Tant dans les campagnes étrangères que nationales, le rôle du gouvernement est resté souvent caché. Les messages ont été diffusés sous la bannière de groupes apparemment indépendants - des organisations communautaires au Royaume-Uni et des groupes armés en Syrie. Le contrat énumère plusieurs « unités de niveau intermédiaire » soutenues par le gouvernement britannique comme exemples de groupes considérés comme faisant partie de « l'opposition armée modérée ». Il s'agit notamment de Harakat al-Hazm, qui a reçu une assistance militaire des États-Unis, et de Jaych al-Islam, un groupe qui aurait été créé avec le soutien des Saoudiens et dont plusieurs exactions sont connues.